# Pandanagung
Pandanagung is een bestuurslaag in het regentschap Tuban van de provincie Oost-Java, Indonesië. Pandanagung telt 2756 inwoners (volkstelling 2010).